# Bostrychus zonatus
Bostrychus zonatus is een  straalvinnige vissensoort uit de familie van slaapgrondels (Eleotridae). De wetenschappelijke naam van de soort is voor het eerst geldig gepubliceerd in 1907 door Weber.
De soort staat op de Rode Lijst van de IUCN als Onzeker, beoordelingsjaar 1996.